# Oligosoma robinsoni
Oligosoma robinsoni — вид сцинкоподібних ящірок родини сцинкових (Scincidae). Ендемік Нової Зеландії.

## Поширення і екологія
Ophiomorus robinsoni мешкають в центральній частині Північного острова Нової Зеландії, від Роторуа на південь до Токороа і Таумарунуї. Вони живуть на болотах і луках, в заростях папоротей та на узліссях. Ведуть денний, наземний спосіб життя. Гріються на сонці.

## Збереження
МСОП класифікує цей вид як вразливий. Oligosoma robinsoni загрожує знищення природного середовища і хижацтво з боку інтродукованих тварин.